# Max Ingrand
Max Ingrand, il cui nome completo era Maurice Max-Ingrand (Bressuire, 20 dicembre 1908 – Parigi, 25 agosto 1969), è stato un vetraio, decoratore e designer francese.
È noto per aver realizzato le vetrate di numerose chiese in Francia ed all'estero e per essere stato per oltre un decennio il direttore artistico dell'azienda italiana di lampade FontanaArte, per cui ha disegnato alcuni prodotti rimasti nella storia del design.
Fu insignito della Legion d'onore.

## Biografia
Trascorse parte della sua giovinezza a Chartres, dove rimase molto affascinato dalle vetrate della Cattedrale. La sua formazione artistica ebbe luogo a Parigi, dapprima alla École nationale supérieure des beaux-arts ed in seguito alla École nationale supérieure des arts décoratifs. Lì dove ebbe come maestro Jacques Grüber, il più importante maestro vetraio della sua epoca.. Cominciò l'attività a pieno regime dopo la Seconda Guerra Mondiale, quando partecipò alla ricostruzione delle vetrate di numerose chiese distrutte durante il conflitto e di altre costruite ex novo, come la chiesa di Saint-Jean-Baptiste de la Rechèvres a Chartres.
La sua opera più famosa fu però la vetrata della chiesa di Saint-Pierre a Yvetot, che con la sua superficie di 1.046 è considerata la più grande d'Europa. Vanno inoltre ricordate le vetrate costruite per le chiese di Jaunay-Clan, Évreux, Pont-Audemer, Petit-Andelys, Azay-le-Rideau, Maisons-Alfort, Sartrouville, Blois e Pontoise.
Il suo impegno come decoratore non fu però limitato alle sole fabbriche religiose: contribuì con le sue opere anche a numerosi edifici civili, sia pubblici che privati, tra cui alberghi e teatri. Partecipò anche alle decorazioni del celebre transatlantico Normandie, per cui realizzò anche gli specchi per tutte le 240 stanze da bagno. Tornò a lavorare in campo nautico molti anni dopo, costruendo i muri luminosi per la piscina di prima classe del France.
Nel 1954 divenne direttore artistico di FontanaArte, allora parte del gruppo Saint-Gobain. Ricoprì il ruolo per oltre un decennio, in cui ebbe la responsabilità di supervisionare ed approvare tutti i prodootti dell'azienda, oltre a disegnarne molti lui stesso in prima persona. Il suo modello 1853 (oggi commercializzato con il nome "Fontana") raggiunge presto un importante successo in tutto il mondo, diventando presto una forma archetipica per l'abat-jour. Nel 1967 lascia FontanaArte e fonda una sua azienda, Verre Lumière, fra le prime a produrre lampade alogene.